# Naver Whale
Naver Whale (Hangul: 네이버 웨일) ist ein südkoreanischer Freeware-Webbrowser, der von der Firma Naver Corporation hergestellt wurde. Der Browser ist unter anderem verfügbar in Englisch sowie Koreanisch. Der Browser wurde 2017 für PC veröffentlicht und ist seit 13. April 2018 auf Android verfügbar.

## Funktionen
Der Browser basiert auf dem quelloffenen Chromium-Browser, wodurch er alle Funktionen des zuvor genannten übernimmt. Unter anderem sind Google-Chrome-Apps mit Whale kompatibel.
Webseiten können mit dem eingebauten Naver-Papago-Service automatisch in und von Koreanisch, Japanisch und viele weitere Sprachen übersetzt werden.
Der Browser besitzt seinen eigenen Extension-Store.